# Der Wandsbecker Bothe

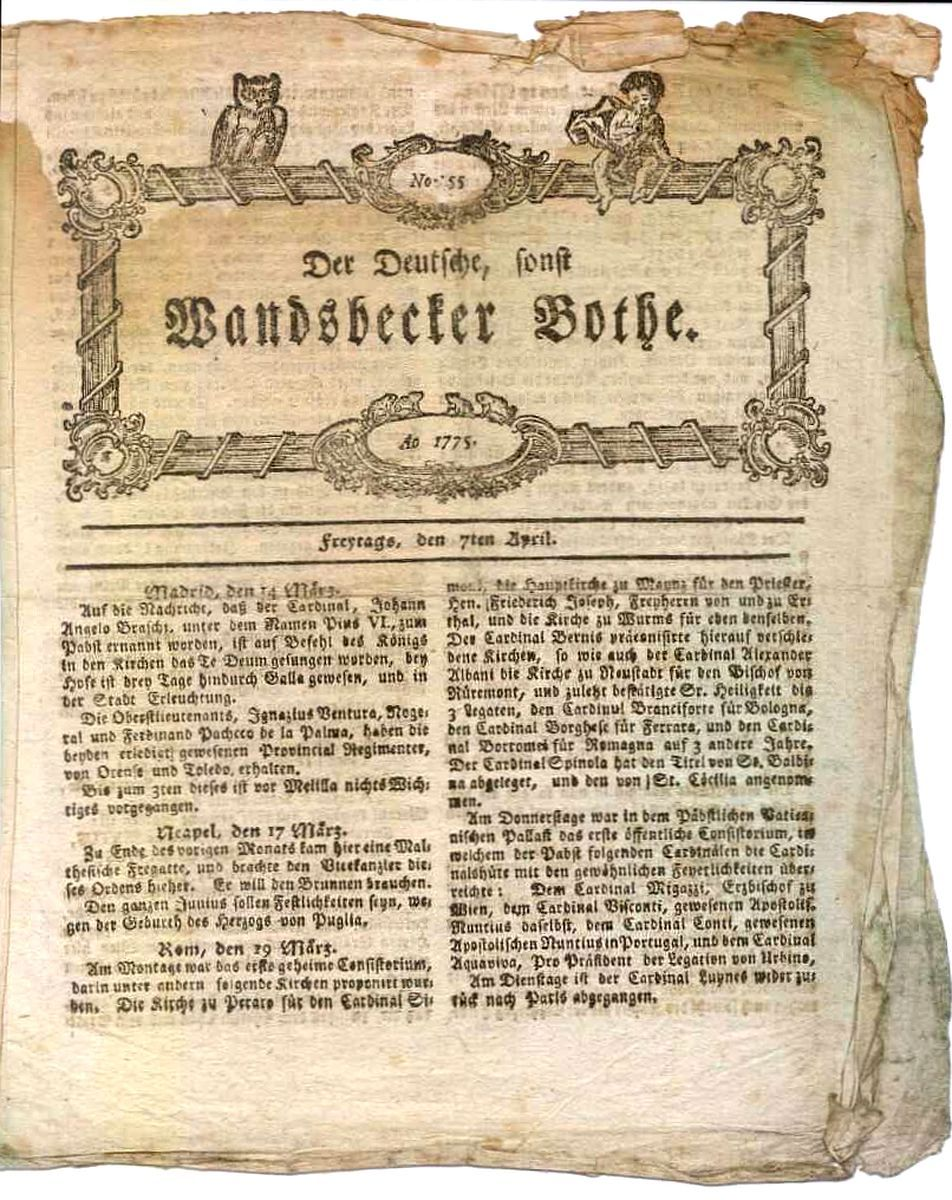
Titelseite des Wandsbecker Bothen vom 7. April 1775 (Deutsche Digitale Bibliothek)

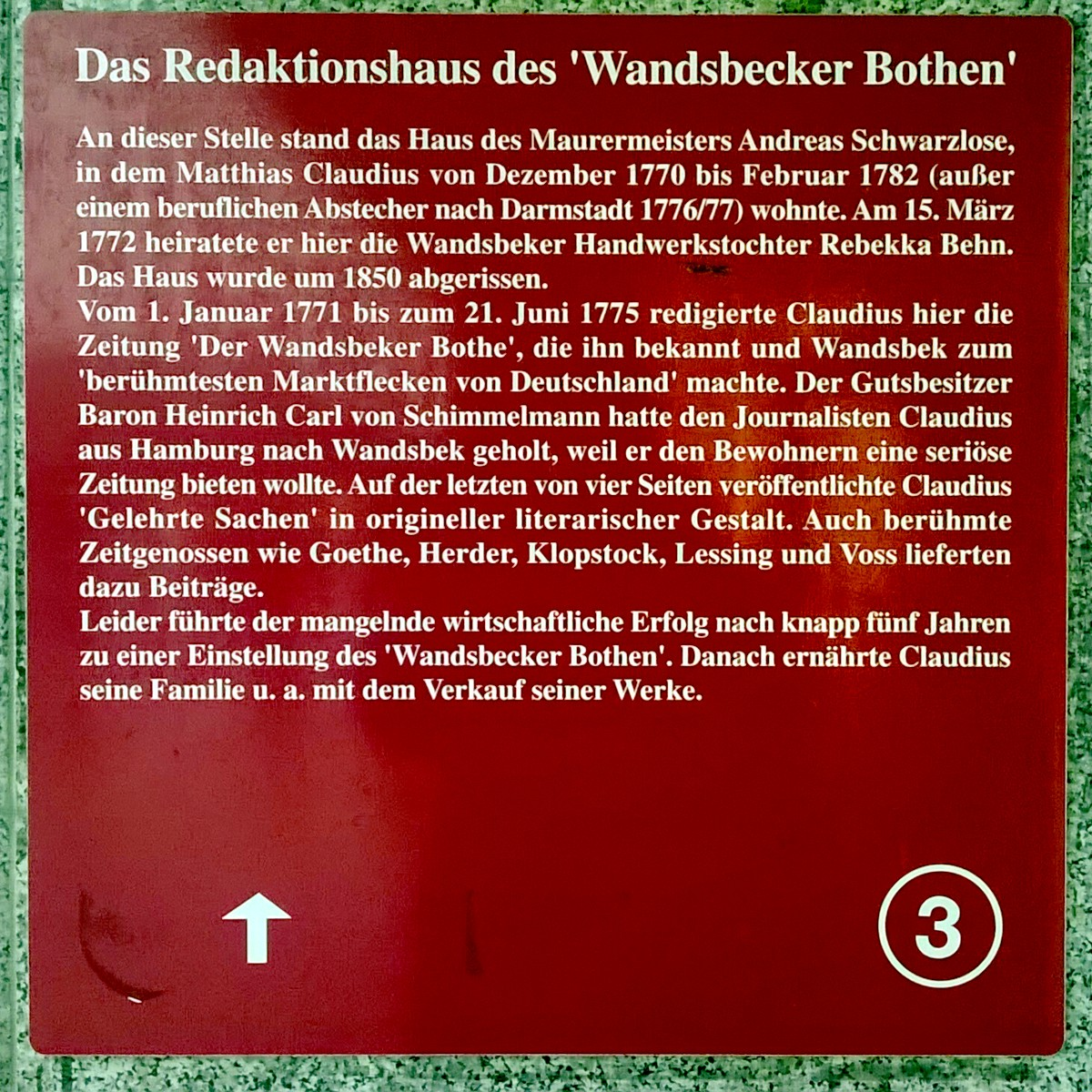
Geschichtstafel am einstigen Sitz des Wandsbecker Bothen in Hamburg.

Der Wandsbecker Bothe (späterer Titel: Der Deutsche, sonst Wandsbecker Bothe) war eine von Heinrich Carl von Schimmelmann herausgegebene und von Matthias Claudius als einzigem Redakteur geschriebene Zeitung, die als Nachfolgerin des populären Wandsbecker Mercurius von 1770 bis 1775 in Wandsbek bei Hamburg erschien.
Seine Beiträge für den literarischen Teil stehen bis heute in hohem Ansehen. Auch gelang es Claudius, für diesen Teil bedeutende Beiträge zu gewinnen, so von Goethe, Herder, Lessing, Klopstock, Heinrich Wilhelm von Gerstenberg, Johann Wilhelm Ludwig Gleim, Ludwig Christoph Heinrich Hölty, Johann Martin Miller, Johann Heinrich Voß, Karl Wilhelm Ramler, Gottfried August Bürger, Stolberg und Eschenburg. 
Die Auflage blieb freilich gering (um 400), weil der – den größten Teil des Umfangs ausmachende – politische Teil wegen Vorzensur nicht die Brisanz der Vorgängerzeitung erreichen konnte. Daher wurde Claudius 1775 gekündigt, der Bothe wurde danach nur noch wenige Monate von einem Schüler (Bernhard Christoph d'Arien) weitergeführt.
Der Wandsbecker Bothe erschien vom 1. Januar 1771 bis zum 28. Oktober 1775. Der Titel wurde von späteren Periodika mehrfach aufgegriffen, unter anderem von Friedrich Puvogels von 1859 bis 1939 erscheinender gleichnamiger Tages- und Wochenzeitung, von 1954 bis 1970 als Untertitel einer Wandsbeker Lokalausgabe des Hamburger Abendblatts sowie als Untertitel diverser Anzeigenblätter.